# 1135 Colchis
1135 Colchis là một tiểu hành tinh vành đai chính với đường kính 50,64 km hay 2,3648579 UA. Nó có 0,1135681 độ lệch tâm và chu kỳ quỹ đạo là 1591,58 ngày (4,36 năm).
Colchis có tốc độ quỹ đạo trung bình là 18,23529958 km và độ nghiên quỹ đạo là 4,54001º.
Nó được phát hiện ngày 3 tháng 10 năm 1929 bởi Grigory Nikolaevich Neujmin.